# X-44 (航空機)
X-44 マンタ
飛行中のX-44のアーティストのコンセプト
- 用途：無尾翼機
- 設計者：ロッキード・マーティン
- 製造者：
- 生産数：0
- 運用状況：キャンセル

X-44は、アメリカ空軍とアメリカ航空宇宙局が検討していた技術試験機。無尾翼機であり主契約会社はロッキード・マーティン社。2000年に開発中止となり、実機は完成していない。

## 概要
X-44は無尾翼機におけるピッチおよびロール・コントロールの試験を行う機体である。エレボンも装備されておらず、姿勢制御は推力偏向ノズルにより行う。操舵翼の廃止により、主翼の構造を簡易・軽量化し、燃料タンク容量の拡大やステルス性の増大を目的としている。名称としてMANTA(Multi-Axis No-Tail Aircraft)が与えられている。機体デザインはF-22戦闘機の初期デザインの一つから派生しており、双発デルタ翼機であった。
開発が遅延し、2007年までに初飛行の見通しが立たなかったことにより、2000年に開発中止となった。